# National Australia Bank
Pour les autres articles nationaux ou selon les autres juridictions, voir Banque Nationale.
La National Australia Bank (NAB) est une banque australienne basée à Melbourne qui fait partie de l'indice S&P/ASX 50.

## Historique
En janvier 2004, la banque annonce des pertes de centaines de millions de dollars australiens dans des opérations de change. Le président et le directeur général démissionnent. Les pertes sont finalement estimées à A$ 360 millions, et en 2005, le directeur général écope d'une peine de 16 mois de prison. La même année, la banque cesse ses activités en Corée du Sud. 
En octobre 2014, National Australia Bank acquiert une participation de 75 % dans Orchard Street Investment Management, un fond d'immobilier dans les emprises commerciales et industrielles, pour 4 milliards de livres.
Entre octobre 2014 et juillet 2015, National Australia Bank vend ses actions qu'il détient dans sa filiale américaine Great Western Bank.
En octobre 2015, National Australia Bank vend une participation de 80 % dans ses activités d'assurance vie à Nippon Life Insurance, pour 1,7 milliard de dollars.
Entre mai 2015 et février 2016, National Australia Bank vend ses participations dans Clydesdale Bank et Yorkshire Bank,.
En août 2021, National Australia Bank annonce l'acquisition des activités de Citigroup spécialisée dans les cartes de crédit en Australie pour 882 millions de dollars américains.